# 1946年至1947年英格蘭足總盃
1946/47球季英格蘭足總盃（英語：FA Cup），是第66屆英格蘭足總盃，今屆賽事的冠軍是查爾頓，他們在決賽以1:0 (加時)擊敗般尼，奪得冠軍。本屆賽事繼續在舊溫布萊球場舉行。
查爾頓擊敗次級聯賽的般尼，贏得冠軍。

## 外部連結
1. 英格蘭足總盃官網Archive-It的存檔，存档日期2012-04-24
2. 英格蘭足總盃 歷屆冠軍（页面存档备份，存于）